# Camptochaete porotrichoides
Camptochaete porotrichoides är en bladmossart som beskrevs av Brotherus 1907. Camptochaete porotrichoides ingår i släktet Camptochaete och familjen Lembophyllaceae. Inga underarter finns listade i Catalogue of Life.